# Thomas McEllistrim junior
Thomas „Tom“ McEllistrim, Jr. (* 15. Januar 1926; † 25. Februar 2000) war ein irischer Politiker der Fianna Fáil, der zwischen 1969 und 1987 sowie zuletzt von 1989 bis 1992 Mitglied des Unterhauses (Dáil Éireann) und zwischenzeitlich von 1987 bis 1989 Mitglied des Senats (Seanad Éireann) war. Des Weiteren war er zeitweise Staatsminister in verschiedenen Ministerien.

## Leben
McEllistrim war der Sohn des Landwirts und Fianna Fáil-Politikers Thomas McEllistrim, Sr., der von 1923 bis 1969 den Wahlkreis Kerry beziehungsweise zuletzt Kerry North im Dáil Éireann vertrat. Er war wie sein Vater ebenfalls Landwirt und wurde als dessen Nachfolger bei den Wahlen vom 18. Juni 1969 als Kandidat der Fianna Fáil im Wahlkreis Kerry North erstmals zum Mitglied des Dáil Éireann (Teachta Dála) gewählt. Diesem gehörte er nach seinen Wiederwahlen bei den Wahlen am 28. Februar 1973, 16. Juni 1977, 11. Juni 1981, 18. Februar 1982 und 24. November 1982 zunächst bis zum 17. Februar 1987 an.
Im Vorfeld des Rücktritts von Premierminister (Taoiseach) Jack Lynch als Vorsitzender der Fianna Fáil gehörte McEllistrim zusammen mit Mark Killilea, Seán Doherty, Jackie Fahey und Albert Reynolds zur sogenannten Gang of Five, die sich für die Nachfolge von Gesundheitsminister Charles J. Haughey als Lynchs Nachfolger einsetzten. Nach dem Rücktritt Lynchs am 5. Dezember 1979 kandidierte Haughey bei der Vorsitzendenwahl am 7. Dezember 1979 gegen den bisherigen Vize-Ministerpräsidenten (Tánaiste) und Finanzminister George Colley. Haughey gewann die Wahl schließlich knapp mit 44 zu 38 Stimmen und wurde daraufhin am 11. Dezember 1979 auch Lynchs Nachfolger als Premierminister. 
McEllistrim wurde daraufhin am 13. Dezember 1979 von Premierminister Haughey als Staatsminister im Finanzministerium berufen und bekleidete dieses Amt bis zum Ende der ersten Amtszeit Haugheys am 30. Juni 1981. Nachdem Haughey am 9. März 1982 seine zweite Regierung gebildet hatte, wurde McEllistrim nunmehr Staatsminister im Ministerium für Fischerei und Forstwirtschaft und übte diese Funktion bis zum Ende von Haugheys Amtszeit am 14. Dezember 1982 aus.
Bei den Wahlen vom 17. Februar 1987 erlitt McEllistrim eine Niederlage und verlor sein Mandat im Dáil Éireann. Daraufhin wurde er am 25. April 1987 von Premierminister Haughey zum Mitglied des Senats (Séanad Éireann) nominiert und gehörte diesem bis zum 5. Juli 1989 an. Bei den Wahlen vom 15. Juni 1989 kandidierte er jedoch wieder für ein Mandat im Unterhaus und vertrat bis zu seiner Niederlage bei den Wahlen am 25. November 1992 erneut den Wahlkreis Kerry North im Dáil Éireann. Bei den Wahlen am 6. Juni 1997 kandidierte er abermals im Wahlkreis Kerry North für den Wiedereinzug ins Unterhaus, belegte mit 4036 Stimmen jedoch nur den fünften Platz bei drei zu vergebenden Sitzen in diesem Wahlkreis.
Sein Sohn Thomas McEllistrim ist auch Politiker der Fianna Fáil und vertrat von 2002 bis 2011 den Wahlkreis Kerry North als Abgeordneter im Dáil Éireann. Seine Tochter Anne McEllistrim engagiert sich in der Lokalpolitik und war zwischen August 2003 bis zu ihrer Niederlage bei den Grafschaftswahlen am 23. Mai 2014 Mitglied des Rates des County Kerry.